# M23 (astronomia)
M 23 (conosciuto anche come NGC 6494) è un ammasso aperto visibile nella costellazione del Sagittario.

## Osservazione

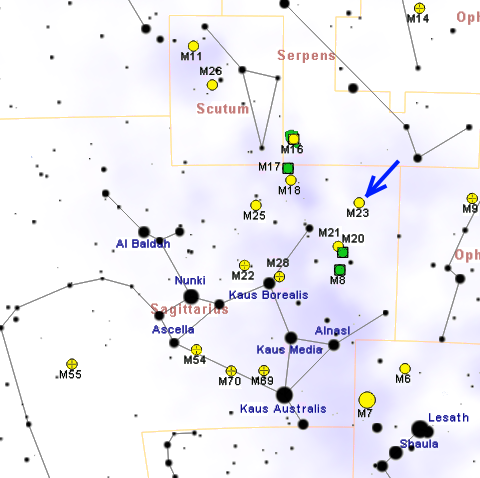
Mappa per individuare M23.

M23 si individua circa 3,5° a nord-ovest dalla stella μ Sagittarii e giace in un campo di stelle molto ricco a causa della presenza di grandi nubi stellari della Via Lattea; è visibile anche con un binocolo come un 10x50, sebbene se le sue componenti sono difficili da scindere. Un telescopio da 114mm è invece in grado di mostrare diverse stelle a partire dalla decima magnitudine; con un 150mm l'ammasso è risolto completamente in un centinaio di stelle e le aree periferiche si mostrano molto irregolari.
M23 può essere osservato con discreta facilità da gran parte delle aree popolate della Terra, grazie al fatto che è situata a una declinazione non eccessivamente australe: in alcune aree del Nord Europa e del Canada, nei pressi del circolo polare artico, la sua visibilità è comunque molto difficile, mentre nell'Europa centrale appare relativamente basso; dall'emisfero sud la nebulosa è ben visibile alto nelle notti dell'inverno australe e nella sua fascia tropicale può vedersi perfettamente allo zenit. Il periodo migliore per la sua osservazione nel cielo serale è quello compreso fra giugno e ottobre.

## Storia delle osservazioni
M23 fu scoperto da Charles Messier il 20 giugno 1764, che lo inserì nel suo catalogo descrivendolo così: "Un ammasso di stelle molto vicino a 65 Ophiuchi...Diam. 15'...". John Herschel lo osserva dal Capo di Buona Speranza, descrivendolo come un ammasso formato da un centinaio di stelle dalla nona alla tredicesima grandezza; l'ammiraglio Smith osserva che le sue componenti sono molto sparse e si dispone in senso sudovest-nordest.

## Caratteristiche

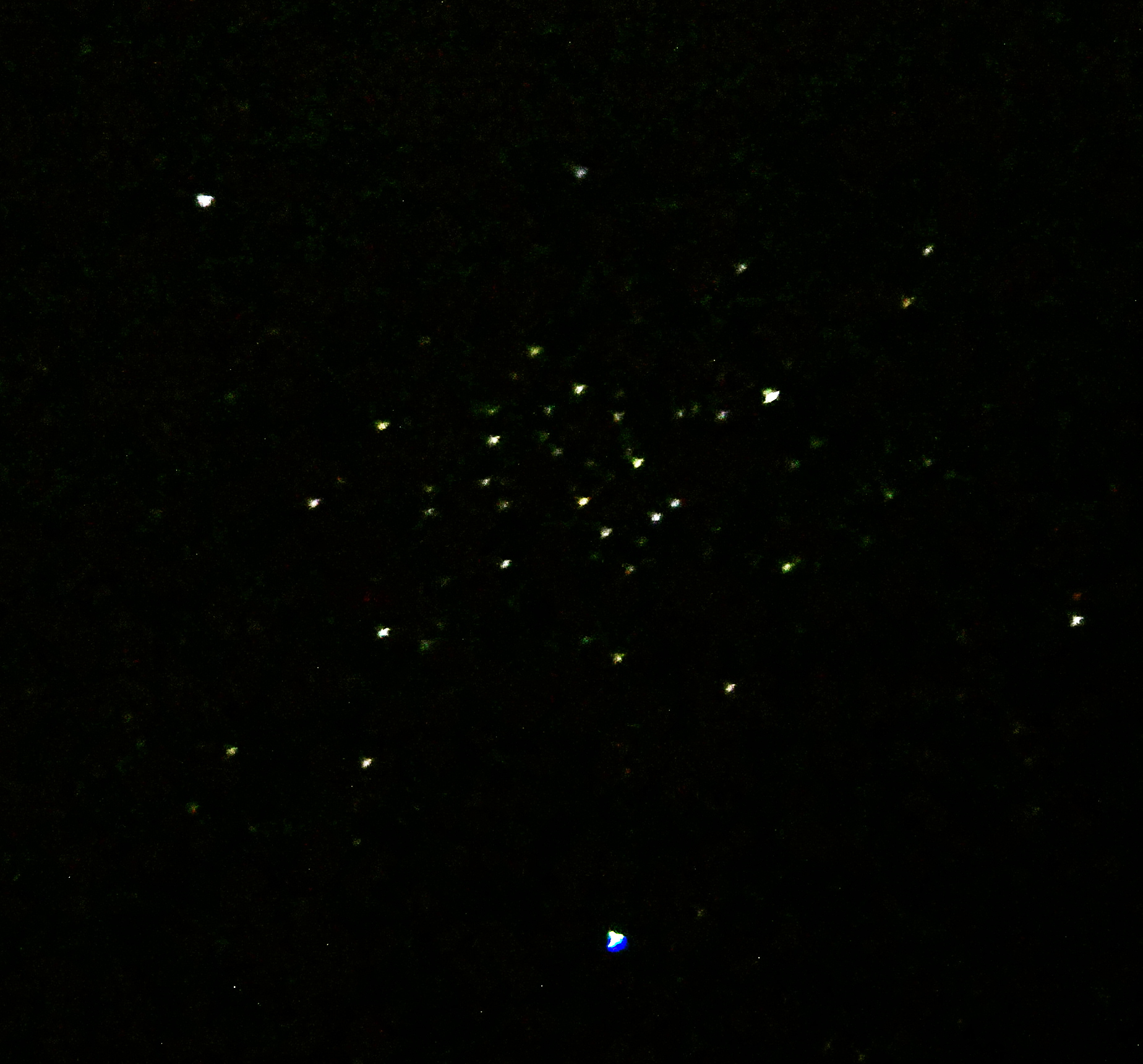
Fotografia di M23

M23 si trova alla distanza di circa 2.150 anni luce dalla Terra; il suo diametro si aggira intorno ai 15-20 anni luce.
All'interno dell'ammasso sono stati identificati circa 150 membri; le sue stelle più calde sono di tipo B9 e le più luminose raggiungono la magnitudine 9,2. L'età stimata si aggira fra i 220 e i 300 milioni di anni.

### Libri
- (EN) Stephen James O'Meara, Deep Sky Companions: The Messier Objects, Cambridge University Press, 1998, ISBN 0-521-55332-6.

### Carte celesti
- Toshimi Taki, Taki's 8.5 Magnitude Star Atlas, su geocities.jp, 2005. URL consultato il 7 novembre 2010 (archiviato dall'url originale il 5 novembre 2018). - Atlante celeste liberamente scaricabile in formato PDF.
- Tirion, Rappaport, Lovi, Uranometria 2000.0 - Volume II - The Southern Hemisphere to +6°, Richmond, Virginia, USA, Willmann-Bell, inc., 1987, ISBN 0-943396-15-8.
- Tirion, Sinnott, Sky Atlas 2000.0 - Second Edition, Cambridge, USA, Cambridge University Press, 1998, ISBN 0-933346-90-5.
- Tirion, The Cambridge Star Atlas 2000.0, 3ª ed., Cambridge, USA, Cambridge University Press, 2001, ISBN 0-521-80084-6.